# Lee Kin Tat
Lee Kin Tat (* 1939) ist ein ehemaliger Badmintonspieler aus Singapur. 

## Sportliche Karriere
Lee Kin Tat gewann 1959 zwei Titel bei den French Open. In der Saison 1960/1961 wurde er Zweiter bei den German Open. 1963 und 1967 war er noch einmal bei den French Open erfolgreich, 1966 und 1967 bei den Scottish Open. 1969 erkämpfte er sich zwei Turniersiege bei den Belgian International.

## Sportliche Erfolge
| Veranstaltung | Saison                | Disziplin    | Platz | Name                            |
| ------------- | --------------------- | ------------ | ----- | ------------------------------- |
| 1959          | French Open           | Herrendoppel | 1     | Lee Kin Tat / Jimmy Lim         |
| 1959          | French Open           | Herreneinzel | 1     | Lie Kin Tat                     |
| 1960          | German Open           | Herreneinzel | 2     | Lee Kin Tat                     |
| 1961          | German Open           | Herreneinzel | 2     | Lee Kin Tat                     |
| 1963          | French Open           | Herreneinzel | 1     | Lee Kin Tat                     |
| 1966          | Scottish Open         | Herreneinzel | 1     | Lee Kin Tat                     |
| 1967          | Scottish Open         | Herreneinzel | 1     | Lee Kin Tat                     |
| 1967          | French Open           | Herreneinzel | 1     | Lee Kin Tat                     |
| 1969          | Belgian International | Herrendoppel | 1     | Lee Kin Tat / Roy Díaz González |
| 1969          | Belgian International | Herreneinzel | 1     | Lee Kin Tat                     |

## Referenzen
- Herbert Scheele (Ed.): The International Badminton Federation Handbook for 1971, Canterbury, Kent, England, J. A. Jennings Ltd., 1971, S. 123, 174, 209, 273, 281
- Pat Davis: The Guinness Book of Badminton, Enfield, Middlesex, England, Guinness Superlatives Ltd., 1983, S. 91

| Personendaten    | Personendaten                   |
| ---------------- | ------------------------------- |
| NAME             | Lee, Kin Tat                    |
| KURZBESCHREIBUNG | singapurischer Badmintonspieler |
| GEBURTSDATUM     | 1939                            |